# Armillaria singula
Armillaria singula là một loài nấm trong họ Physalacriaceae. Loài này phân bố ở châu Á.